# Leptospermum myrsinoides
Leptospermum myrsinoides là một loài thực vật có hoa trong Họ Đào kim nương. Loài này được Schltdl. mô tả khoa học đầu tiên năm 1847.